# Ласиня
45°31′ пн. ш. 15°51′ сх. д. / 45.52° пн. ш. 15.85° сх. д.
Ласиня (хорв. Lasinja) – громада і населений пункт в Карловацькій жупанії Хорватії.

## Населення
Населення громади за даними перепису 2011 року становило 1 624 осіб. Населення самого поселення становило 573 осіб.
Динаміка чисельності населення громади:
Динаміка чисельності населення центру громади:

## Населені пункти
Крім поселення Ласиня, до громади також входять:
- Банський Ковачеваць
- Црна Драга
- Десни Штефанські
- Десно Средицько
- Ново-Село-Ласинсько
- Пркос-Ласинський
- Сєничак-Ласинський